# Monopeltis capensis
Monopeltis capensis är en ödleart som beskrevs av Smith 1848. Monopeltis capensis ingår i släktet Monopeltis och familjen Amphisbaenidae.
Denna ödla förekommer i centrala Sydafrika och i angränsande områden av Botswana. Arten lever i savanner och i andra gräsmarker samt i buskskogar. Den gräver i marken till ett djup av 20 cm. Exemplar hittas ofta under stenar.
Troligtvis påverkas beståndet negativ av intensivt jordbruk. Hela populationen antas vara stabil. IUCN listar arten som livskraftig (LC).

## Underarter
Arten delas in i följande underarter:
- M. c. capensis
- M. c. gazei